# Angel Diaz-Ojeda
Angel Diaz-Ojeda (Fuente de Andalucia, près de Séville, 19 juillet 1886 - Alger, 5 août 1968) est un peintre naïf espagnol établi en Algérie.

## Biographie
Angel Diaz-Ojeda dessine depuis l'enfance. Sa famille s'opposant à sa vocation artistique, il devient ingénieur et part travailler dans différents pays d'Amérique du sud puis, de retour en Espagne en 1914, il occupe de hautes fonctions au ministère de la santé jusqu'au début de la guerre d'Espagne. Engagé dans le camp des Républicains, il se réfugie à Oran le 28 mars 1939 à la chute de la république espagnole. Il est alors interné à Boghari puis dans d'autres camps de déportation, jusqu'au débarquement de l'armée américaine en novembre 1942, et se consacre à la peinture, recréant dans un style naïf les paysages et les foules d'Andalousie et d'Algérie. Il fréquente les peintres Louis Bénisti, Émile Claro, Rafel Tona et, à partir de 1946, le poète Jean Sénac.
Installé à Alger en 1962 après l'indépendance, il participe notamment à  l'exposition Peintres algériens organisée pour les « Fêtes du 1er novembre et préfacée par Sénac ». Une rétrospective de son œuvre, préfacée par Fernand Arnaudiès, est présentée au Centre Culturel Français d'Alger en novembre et décembre 1967. 
Après la mort de Diaz-Ojeda Jean Sénac lui consacre le 12 août 1968 une émission dans la série Poésie sur tous les fronts qu'il réalise sur la radio nationale. Citant deux vers de Romance de la Guardia civil de Federico García Lorca dont le peintre avait fait le titre de l'une de ses œuvres, Sénac y souligne que « Toute l'œuvre de Diaz-Ojeda fut imprégnée de cette imagerie, de ces larmes et de cette souveraine certitude d'un monde meilleur à édifier chaque jour de main d'homme et de foi constante ». Il y lit également un message de Khadda : « Ces fêtes de l'indépendance qu'il peignait, ces arbres qui se choisissaient des drapeaux en guise de fruits, c'était son rêve permanent. Car à travers l"Algérie indépendante, c'est l'Espagne retrouvant sa grandeur ».
Sénac occupera jusqu'à son assassinat le logement de Diaz-Ojeda au sous-sol du 2 rue Élisée-Reclus (Omar Amimour).

## Musées
Des œuvres de Angel Diaz-Ojeda sont présentes dans les collections du Musée National des Beaux-Arts d'Alger.